# 加布羅峰
加布羅峰（英語：Gabbro Crest）是南極洲的山峰，位於伊莉莎白女王地，處於謝里夫崖和維根崖之間，屬於彭薩科拉山脈中福里斯特爾山脈的一部分，海拔高度1,750米，由美國地質調查局的地質學家命名，現時由南極條約體系管理。